# 周文彬 (假聲男高音)
周文彬（Peter Chou，1970年4月28日—），台灣培養出的第一位假聲男高音，畢業於國立藝術學院音樂系，聲樂師事唐鎮教授，音樂學碩士師事顏綠芬教授；曾赴英國倫敦皇家音樂學院和西班牙，受教於假聲男高音Charles Brett和假聲男高音杜希翹。2011年5月獲得《金曲獎》傳統藝術類最佳演唱獎。曾任教於國立台灣科技大學、私立聖約翰科技大學等校，擔任駐校藝術家與兼任講師。

## 外部連結
- 假聲男高音專輯 首聞去勢歌手